# Echeandia skinneri
Echeandia skinneri är en sparrisväxtart som först beskrevs av John Gilbert Baker, och fick sitt nu gällande namn av Robert William Cruden. Echeandia skinneri ingår i släktet Echeandia och familjen sparrisväxter. Inga underarter finns listade i Catalogue of Life.